# So Far Away (Martin Garrix & David Guetta)
So Far Away is een samenwerking tussen de Nederlandse dj-producer Martin Garrix en zijn Franse collega David Guetta, waarop Jamie Scott en Romy Dya te horen zijn. De single is uitgebracht op 1 december 2017. 

## Achtergrond van het nummer
In eerste instantie was Ellie Goulding de zangeres van So Far Away, maar zij is vervangen door Romy Dya.
Martin Garrix en David Guetta hadden de eerste versie met Ellie tijdens het Belgische festival Tomorrowland op 30 juli 2017 gepresenteerd. Het uitbrengen van het nummer kwam op dat moment niet goed uit voor haar platenlabel, waardoor de release een hele tijd is uitgesteld.
Daarom hebben de twee dj's uiteindelijk besloten dat het beter zou zijn om een andere zangeres te zoeken. Zij wilden het nummer namelijk heel graag uitbrengen, maar dit werd tegengewerkt door het platenlabel van Ellie. 

## Hitnoteringen

### Nederlandse Top 40
| Hitnotering: 16-12-2017 t/m 31-03-2018 | Hitnotering: 16-12-2017 t/m 31-03-2018 | Hitnotering: 16-12-2017 t/m 31-03-2018 | Hitnotering: 16-12-2017 t/m 31-03-2018 | Hitnotering: 16-12-2017 t/m 31-03-2018 | Hitnotering: 16-12-2017 t/m 31-03-2018 | Hitnotering: 16-12-2017 t/m 31-03-2018 | Hitnotering: 16-12-2017 t/m 31-03-2018 | Hitnotering: 16-12-2017 t/m 31-03-2018 | Hitnotering: 16-12-2017 t/m 31-03-2018 | Hitnotering: 16-12-2017 t/m 31-03-2018 | Hitnotering: 16-12-2017 t/m 31-03-2018 | Hitnotering: 16-12-2017 t/m 31-03-2018 | Hitnotering: 16-12-2017 t/m 31-03-2018 | Hitnotering: 16-12-2017 t/m 31-03-2018 | Hitnotering: 16-12-2017 t/m 31-03-2018 | Hitnotering: 16-12-2017 t/m 31-03-2018 | Hitnotering: 16-12-2017 t/m 31-03-2018 |
| Week:                                  | 1                                      | 2                                      | 3                                      | 4                                      | 5                                      | 6                                      | 7                                      | 8                                      | 9                                      | 10                                     | 11                                     | 12                                     | 13                                     | 14                                     | 15                                     | 16                                     |                                        |
| -------------------------------------- | -------------------------------------- | -------------------------------------- | -------------------------------------- | -------------------------------------- | -------------------------------------- | -------------------------------------- | -------------------------------------- | -------------------------------------- | -------------------------------------- | -------------------------------------- | -------------------------------------- | -------------------------------------- | -------------------------------------- | -------------------------------------- | -------------------------------------- | -------------------------------------- | -------------------------------------- |
| Positie:                               | 21                                     | 15                                     | 10                                     | 8                                      | 7                                      | 9                                      | 13                                     | 16                                     | 18                                     | 20                                     | 22                                     | 27                                     | 31                                     | 31                                     | 33                                     | 39                                     | uit                                    |

### NederlandseSingle Top 100
| Hitnotering (week 1 t/m 22): 09-12-2017 t/m 05-05-2018 Hitnotering (week 23): 02-06-2018 | Hitnotering (week 1 t/m 22): 09-12-2017 t/m 05-05-2018 Hitnotering (week 23): 02-06-2018 | Hitnotering (week 1 t/m 22): 09-12-2017 t/m 05-05-2018 Hitnotering (week 23): 02-06-2018 | Hitnotering (week 1 t/m 22): 09-12-2017 t/m 05-05-2018 Hitnotering (week 23): 02-06-2018 | Hitnotering (week 1 t/m 22): 09-12-2017 t/m 05-05-2018 Hitnotering (week 23): 02-06-2018 | Hitnotering (week 1 t/m 22): 09-12-2017 t/m 05-05-2018 Hitnotering (week 23): 02-06-2018 | Hitnotering (week 1 t/m 22): 09-12-2017 t/m 05-05-2018 Hitnotering (week 23): 02-06-2018 | Hitnotering (week 1 t/m 22): 09-12-2017 t/m 05-05-2018 Hitnotering (week 23): 02-06-2018 | Hitnotering (week 1 t/m 22): 09-12-2017 t/m 05-05-2018 Hitnotering (week 23): 02-06-2018 | Hitnotering (week 1 t/m 22): 09-12-2017 t/m 05-05-2018 Hitnotering (week 23): 02-06-2018 | Hitnotering (week 1 t/m 22): 09-12-2017 t/m 05-05-2018 Hitnotering (week 23): 02-06-2018 | Hitnotering (week 1 t/m 22): 09-12-2017 t/m 05-05-2018 Hitnotering (week 23): 02-06-2018 | Hitnotering (week 1 t/m 22): 09-12-2017 t/m 05-05-2018 Hitnotering (week 23): 02-06-2018 | Hitnotering (week 1 t/m 22): 09-12-2017 t/m 05-05-2018 Hitnotering (week 23): 02-06-2018 | Hitnotering (week 1 t/m 22): 09-12-2017 t/m 05-05-2018 Hitnotering (week 23): 02-06-2018 | Hitnotering (week 1 t/m 22): 09-12-2017 t/m 05-05-2018 Hitnotering (week 23): 02-06-2018 | Hitnotering (week 1 t/m 22): 09-12-2017 t/m 05-05-2018 Hitnotering (week 23): 02-06-2018 | Hitnotering (week 1 t/m 22): 09-12-2017 t/m 05-05-2018 Hitnotering (week 23): 02-06-2018 | Hitnotering (week 1 t/m 22): 09-12-2017 t/m 05-05-2018 Hitnotering (week 23): 02-06-2018 | Hitnotering (week 1 t/m 22): 09-12-2017 t/m 05-05-2018 Hitnotering (week 23): 02-06-2018 | Hitnotering (week 1 t/m 22): 09-12-2017 t/m 05-05-2018 Hitnotering (week 23): 02-06-2018 | Hitnotering (week 1 t/m 22): 09-12-2017 t/m 05-05-2018 Hitnotering (week 23): 02-06-2018 | Hitnotering (week 1 t/m 22): 09-12-2017 t/m 05-05-2018 Hitnotering (week 23): 02-06-2018 | Hitnotering (week 1 t/m 22): 09-12-2017 t/m 05-05-2018 Hitnotering (week 23): 02-06-2018 | Hitnotering (week 1 t/m 22): 09-12-2017 t/m 05-05-2018 Hitnotering (week 23): 02-06-2018 | Hitnotering (week 1 t/m 22): 09-12-2017 t/m 05-05-2018 Hitnotering (week 23): 02-06-2018 |
| Week:                                                                                    | 1                                                                                        | 2                                                                                        | 3                                                                                        | 4                                                                                        | 5                                                                                        | 6                                                                                        | 7                                                                                        | 8                                                                                        | 9                                                                                        | 10                                                                                       | 11                                                                                       | 12                                                                                       | 13                                                                                       | 14                                                                                       | 15                                                                                       | 16                                                                                       | 17                                                                                       | 18                                                                                       | 19                                                                                       | 20                                                                                       | 21                                                                                       | 22                                                                                       |                                                                                          | 23                                                                                       |                                                                                          |
| ---------------------------------------------------------------------------------------- | ---------------------------------------------------------------------------------------- | ---------------------------------------------------------------------------------------- | ---------------------------------------------------------------------------------------- | ---------------------------------------------------------------------------------------- | ---------------------------------------------------------------------------------------- | ---------------------------------------------------------------------------------------- | ---------------------------------------------------------------------------------------- | ---------------------------------------------------------------------------------------- | ---------------------------------------------------------------------------------------- | ---------------------------------------------------------------------------------------- | ---------------------------------------------------------------------------------------- | ---------------------------------------------------------------------------------------- | ---------------------------------------------------------------------------------------- | ---------------------------------------------------------------------------------------- | ---------------------------------------------------------------------------------------- | ---------------------------------------------------------------------------------------- | ---------------------------------------------------------------------------------------- | ---------------------------------------------------------------------------------------- | ---------------------------------------------------------------------------------------- | ---------------------------------------------------------------------------------------- | ---------------------------------------------------------------------------------------- | ---------------------------------------------------------------------------------------- | ---------------------------------------------------------------------------------------- | ---------------------------------------------------------------------------------------- | ---------------------------------------------------------------------------------------- |
| Positie:                                                                                 | 43                                                                                       | 53                                                                                       | 25                                                                                       | 29                                                                                       | 18                                                                                       | 15                                                                                       | 16                                                                                       | 14                                                                                       | 17                                                                                       | 17                                                                                       | 20                                                                                       | 23                                                                                       | 47                                                                                       | 44                                                                                       | 34                                                                                       | 41                                                                                       | 66                                                                                       | 87                                                                                       | 82                                                                                       | 88                                                                                       | 98                                                                                       | 90                                                                                       | uit                                                                                      | 94                                                                                       | uit                                                                                      |

### VlaamseUltratop 50
| Hitnotering: 20-01-2018 t/m 03-03-2018 | Hitnotering: 20-01-2018 t/m 03-03-2018 | Hitnotering: 20-01-2018 t/m 03-03-2018 | Hitnotering: 20-01-2018 t/m 03-03-2018 | Hitnotering: 20-01-2018 t/m 03-03-2018 | Hitnotering: 20-01-2018 t/m 03-03-2018 | Hitnotering: 20-01-2018 t/m 03-03-2018 | Hitnotering: 20-01-2018 t/m 03-03-2018 | Hitnotering: 20-01-2018 t/m 03-03-2018 |
| Week:                                  | 1                                      | 2                                      | 3                                      | 4                                      | 5                                      | 6                                      | 7                                      |                                        |
| -------------------------------------- | -------------------------------------- | -------------------------------------- | -------------------------------------- | -------------------------------------- | -------------------------------------- | -------------------------------------- | -------------------------------------- | -------------------------------------- |
| Positie:                               | 43                                     | 46                                     | 45                                     | 39                                     | 39                                     | 45                                     | 41                                     | uit                                    |